# Травневий дощ
«Травневий дощ» — кінофільм режисера Івана Сидорова, що вийшов на екрани в 2012 році.

## Зміст
У житті Ольги відбувається та сама подія, якої всі дівчата чекають роками: Марк робить їй пропозицію! Все відбувається, як належить: троянди, шампанське, призначення точної дати весілля, плани про подорож, майбутніх дітях ... Але раптом романтику момента порушують удари в стіну: недавно переїхав сусід влаштував чергову вечірку. «Скільки це може тривати?» - Нарікають один одному Ольга і Марк. Ользі приходить ідея.
До сусіда Денису приходить Марк з діловою пропозицією: продати їм з Ольгою квартиру, а вони йому підшукають нову - ніяких турбот і навіть фінансова вигода. Але Денис не має наміру погоджуватися ... Пара навіть після відмови не хоче відступати: Ольга вже нафантазувала прекрасну велику квартиру і милих діточок! Чи вдасться Ользі втілити свою мрію в реальність чи їй з Марком так і доведеться страждати через настільки проблемного сусіда?

## Ролі
| Актор              | Роль |
| ------------------ | ---- |
| Артем Ткаченко     | -    |
| Ірина Таранник     | -    |
| Равшана Куркова    | -    |
| Данило Дунаєв      | -    |
| Антон Васильєв     | -    |
| Володимир Фекленко | -    |
| Світлана Колпакова | -    |
| Ігор Філіппов      | -    |
| Олександра Волкова | -    |
| Євген Рябов        | -    |

## Знімальна група
- Режисер — Іван Сидоров
- Сценарист — Наталія Павловська
- Продюсер — Анастасія Шипуліна, Родіон Павлючик, Олександр Кушаєв
- Композитор — Валерий Царьков